# 青梅街道駅

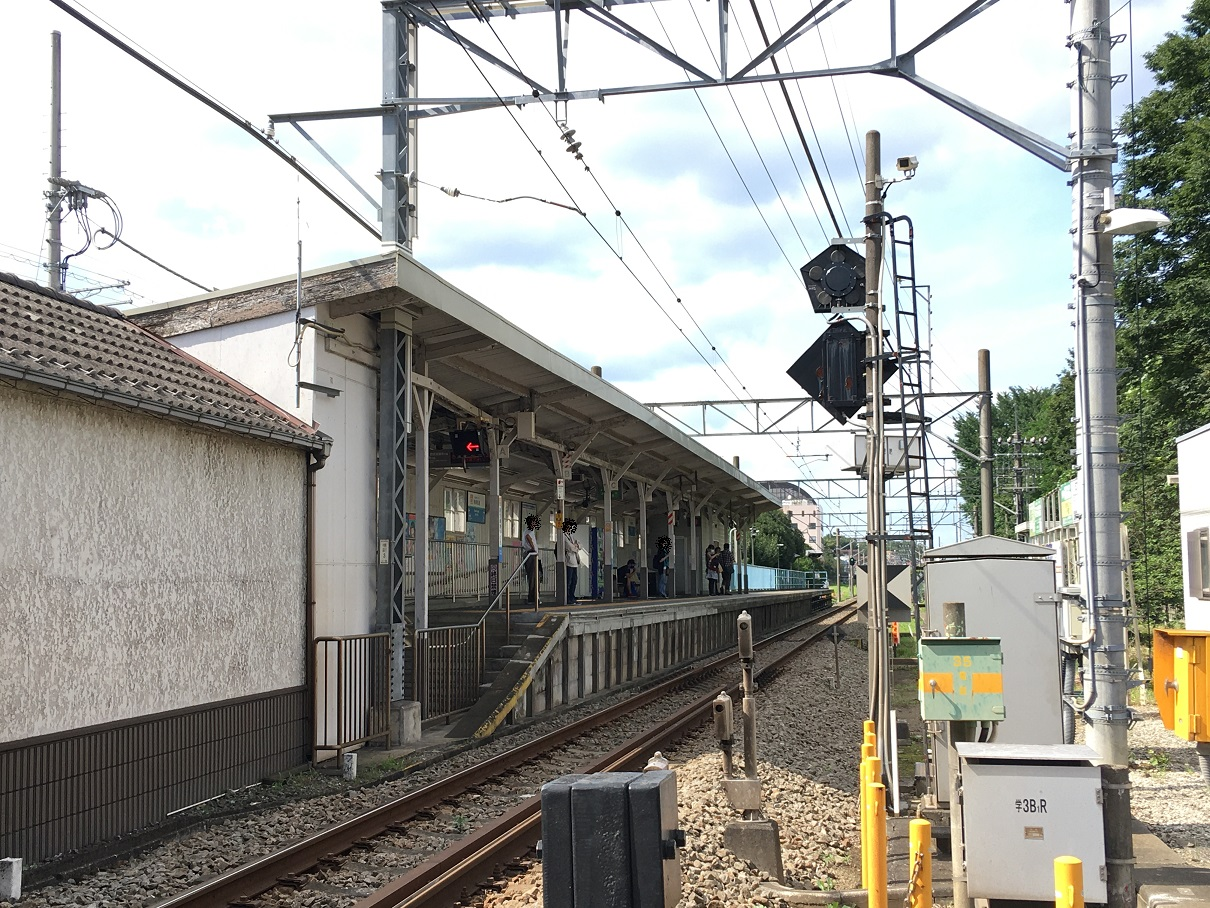
ホーム（2020年8月2日）

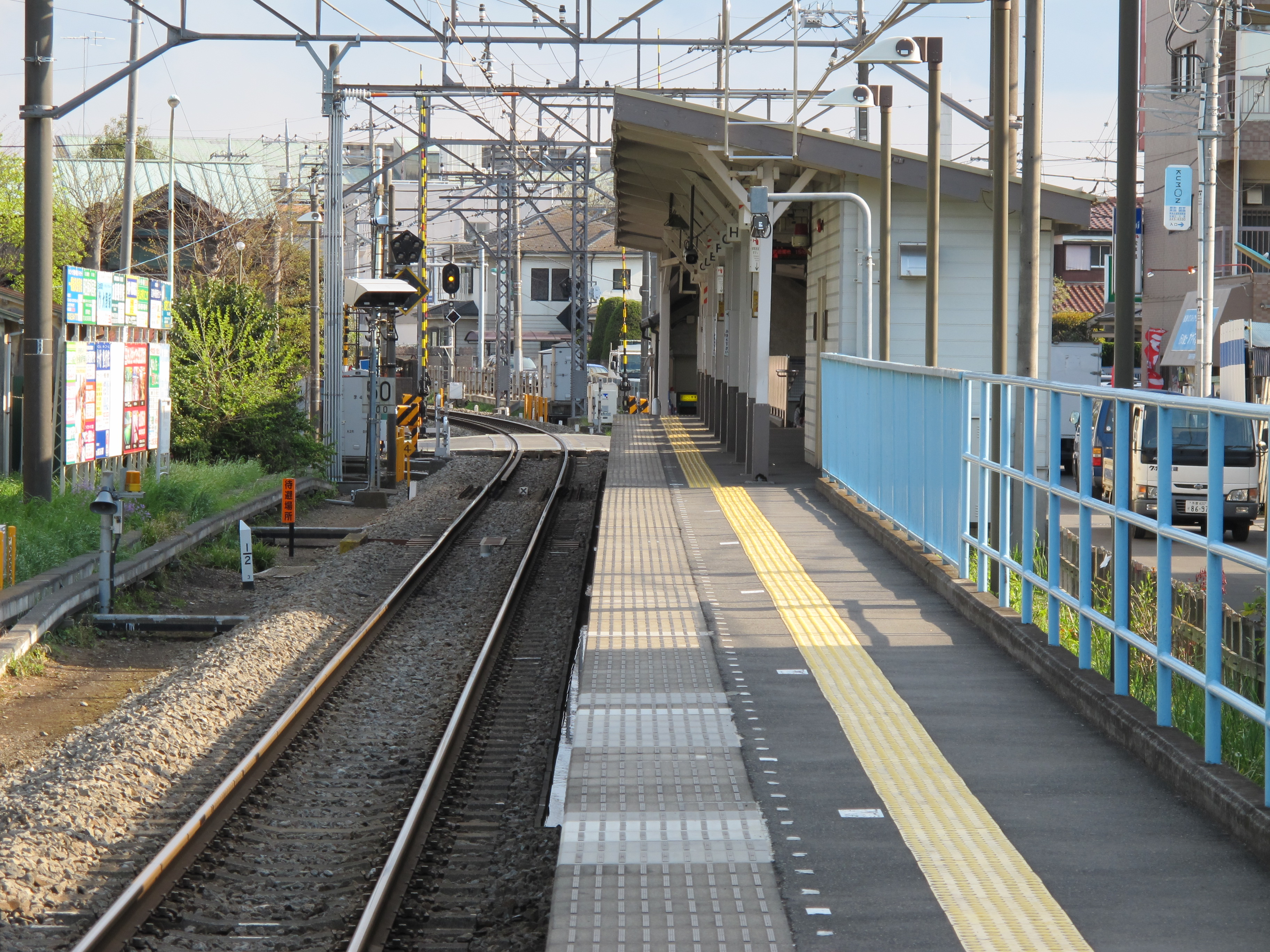
国分寺方面を望む
（2010年4月24日）

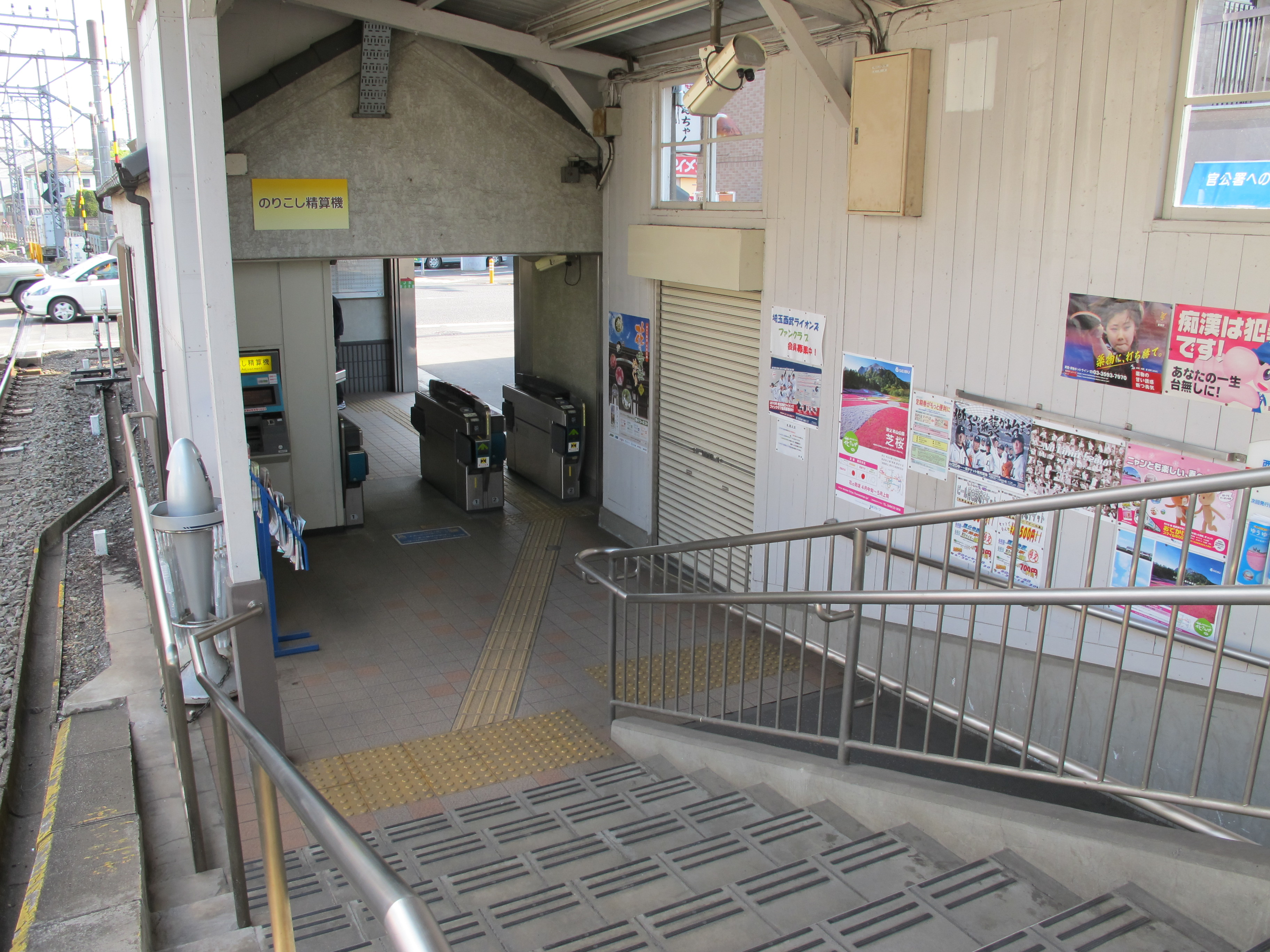
改札（2010年4月24日）

青梅街道駅（おうめかいどうえき）は、東京都小平市小川町二丁目にある、西武鉄道多摩湖線の駅である。駅番号はST03。
駅名の通り、青梅街道と交差する地点に設置されている。また、小平市役所など小平市の行政機関の最寄り駅になっている。

## 歴史
- 1928年（昭和3年）4月6日 - 開業。
- 1995年（平成7年）2月28日 - 駅舎改修工事完成使用開始[1]。

## 駅構造
単式ホーム1面1線を有する地上駅。国分寺寄りの青梅街道に面して地上駅舎が設けられている。トイレはホームのほぼ中央にある。
かつて、早朝・深夜時間帯無人だった時期があったが、現在は終日係員配置に戻っている。改札口手前の壁に取付けられているシャッターは無人時間帯用の出入口として使用されていた名残りである。

### のりば
| ホーム | 路線     | 方向 | 行先             |
| ------ | -------- | ---- | ---------------- |
| 1      | 多摩湖線 | 下り | 萩山・多摩湖方面 |
| 1      | 多摩湖線 | 上り | 国分寺方面       |

単式ホームの駅ではあるが、自動放送等では1番ホームとして扱われる。

## 利用状況
2024年度の1日平均乗降人員は7,985人であり、西武鉄道全92駅中71位。当駅に発着する列車の運転本数が増える傾向にあり、利用客数もそれに合わせる形で増加している。
近年の1日平均乗降人員と乗車人員の推移は下表の通り。
| 年度               | 1日平均 乗降人員 | 1日平均 乗車人員 | 出典     |
| ------------------ | ---------------- | ---------------- | -------- |
| 1992年（平成04年） |                  | 2,784            | [ * 1 ]  |
| 1993年（平成05年） |                  | 2,863            | [ * 2 ]  |
| 1994年（平成06年） |                  | 2,800            | [ * 3 ]  |
| 1995年（平成07年） |                  | 2,855            | [ * 4 ]  |
| 1996年（平成08年） |                  | 2,896            | [ * 5 ]  |
| 1997年（平成09年） | 6,054            | 2,934            | [ * 6 ]  |
| 1998年（平成10年） | 5,963            | 2,929            | [ * 7 ]  |
| 1999年（平成11年） | 6,095            | 3,011            | [ * 8 ]  |
| 2000年（平成12年） | 6,253            | 3,110            | [ * 9 ]  |
| 2001年（平成13年） | 6,294            | 3,159            | [ * 10 ] |
| 2002年（平成14年） | 6,199            | 3,115            | [ * 11 ] |
| 2003年（平成15年） | 6,290            | 3,175            | [ * 12 ] |
| 2004年（平成16年） | 6,430            | 3,271            | [ * 13 ] |
| 2005年（平成17年） | 6,629            | 3,400            | [ * 14 ] |
| 2006年（平成18年） | 6,690            | 3,403            | [ * 15 ] |
| 2007年（平成19年） | 6,671            | 3,363            | [ * 16 ] |
| 2008年（平成20年） | 6,766            | 3,411            | [ * 17 ] |
| 2009年（平成21年） | 6,870            | 3,458            | [ * 18 ] |
| 2010年（平成22年） | 6,866            | 3,444            | [ * 19 ] |
| 2011年（平成23年） | 6,959            | 3,418            | [ * 20 ] |
| 2012年（平成24年） | 7,217            | 3,584            | [ * 21 ] |
| 2013年（平成25年） | 7,439            | 3,729            | [ * 22 ] |
| 2014年（平成26年） | 7,580            | 3,797            | [ * 23 ] |
| 2015年（平成27年） | 7,911            | 3,967            | [ * 24 ] |
| 2016年（平成28年） | 8,035            | 4,027            | [ * 25 ] |
| 2017年（平成29年） | 8,335            | 4,175            | [ * 26 ] |
| 2018年（平成30年） | 8,446            | 4,233            | [ * 27 ] |
| 2019年（令和元年） | 8,367            | 4,191            | [ * 28 ] |
| 2020年（令和02年） | 6,293            |                  |          |
| 2021年（令和03年） | 6,892            |                  |          |
| 2022年（令和04年） | 7,528            |                  |          |
| 2023年（令和05年） | 7,670            |                  |          |
| 2024年（令和06年） | 7,985            |                  |          |

## 駅周辺

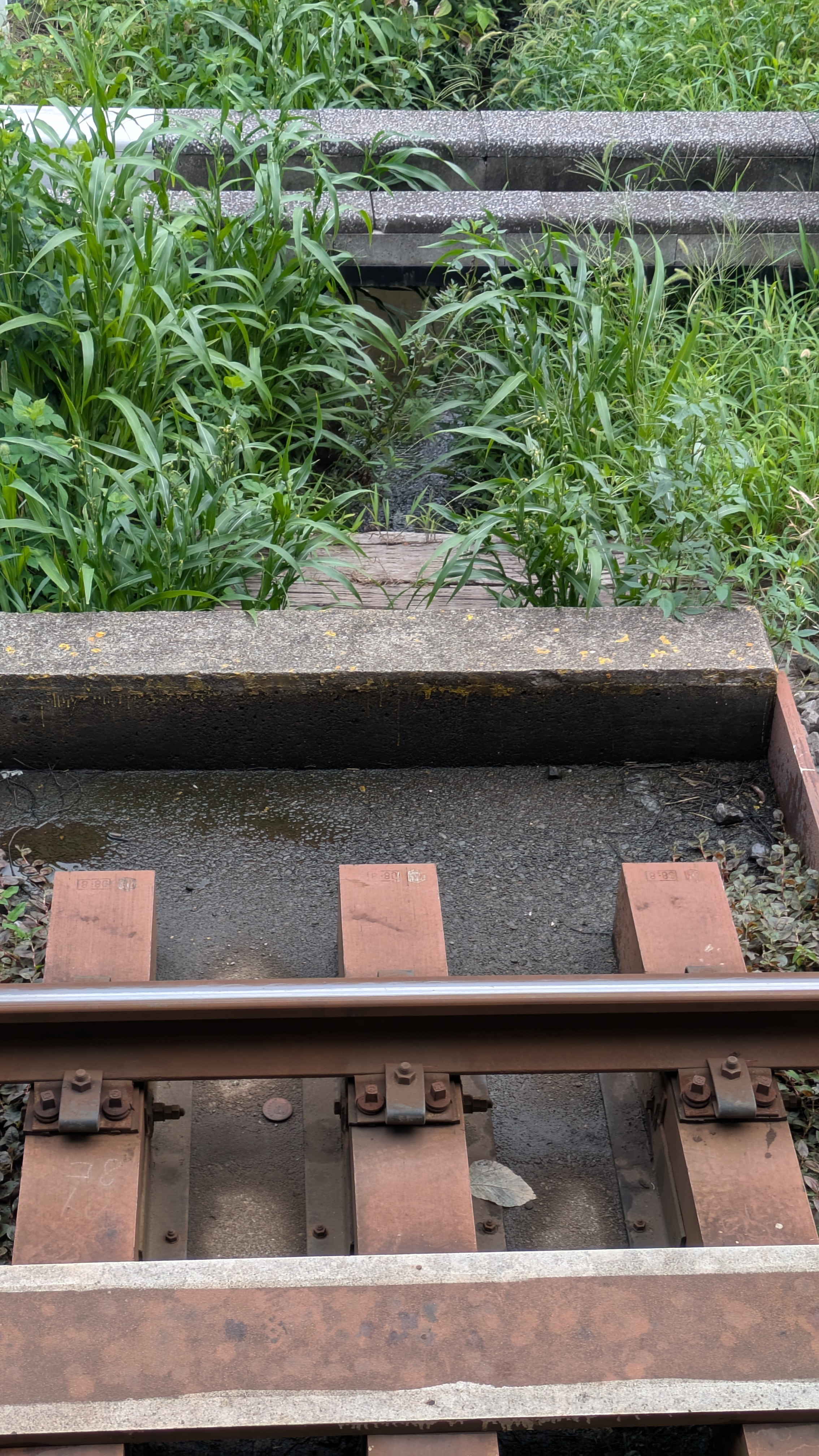
青梅街道駅構内を横断する小川用水。（2025年8月）

青梅街道沿いを中心に農地や雑木林が多い地域だが、近年では住宅やマンションが増加している。
- 青梅街道（東京都道5号新宿青梅線）
  - 駅の前後は片側2車線になっている。これはこの付近に宿駅があった名残である。
- 小川用水 - 駅の真下を流れる。
- 東日本旅客鉄道（JR東日本）武蔵野線 新小平駅 - 青梅街道を西へ約600m
- 小平市役所
- 小平消防署
- 小平市立中央図書館
- 小平市福祉会館・健康センター
- 小平警察署
- 国立精神・神経医療研究センター・病院
- 小平郵便局
  - ゆうちょ銀行小平店
- 小平仲町郵便局
- 国際パティシエ調理師専門学校（旧・国際製菓専門学校小平校）
- 東京都立小平高等学校
- 小平市立小平第十四小学校
- JA東京むさし小平ファーマーズ・マーケット (ムーちゃん広場)

## バス路線
停留所名は、都営バスが青梅街道駅前、西武バスが青梅街道駅である。
東行き
- 都営バス
  - 梅70系統 花小金井駅北口行・小平駅前行
- 西武バス
  - 寺62系統 小平駅南口行
  - 系統番号なし 小平駅南口行

西行き
- 都営バス
  - 梅70系統 青梅車庫行・大和操車所前行
- 西武バス
  - 寺62系統 松ヶ丘住宅入口・一橋学園駅・ルネサス武蔵経由国分寺駅北入口行
  - 系統番号なし JR新小平駅経由小平営業所行

## 隣の駅
西武鉄道
 多摩湖線
■各駅停車
一橋学園駅 (ST02) - 青梅街道駅 (ST03) - 萩山駅 (ST04)
※ 前駅は1953年1月まで厚生村駅、1966年7月まで小平学園駅